# كمال القرقني
كمال عبد السلام (مواليد 1973 في طرابلس) هو لاعب كمال أجسام ليبي. في عام 2005 حصل على الجنسية القطرية.
في عام 2011 سحبت من عبد السلام الميدالية الذهبية التي حصل عليها في دورة الألعاب العربية بسبب ظهور نتيجة إيجابية لاختبار المنشطات.